# Il Canto degli Italiani

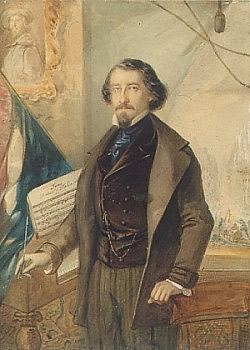
Michele Novaro, compozitorul imnului

Il Canto degli Italiani („Cântecul italienilor”) este imnul național al Italiei, ale cărui versuri au fost compuse de către Goffredo Mameli, pe muzica lui Michele Novaro. Este cunoscut și sub numele Fratelli d'Italia („Frați italieni”).

## Versuri
| Versuri italiene | În latină | În română |
| --- | --- | --- |
| 𝄆 Fratelli d'Italia, l'Italia s'è desta, dell'elmo di Scipio s'è cinta la testa. Dov'è la Vittoria? Le porga la chioma, ché schiava di Roma Iddio la creò. 𝄇 Coro: 𝄆 Stringiamoci a coorte, siam pronti alla morte. Siam pronti alla morte, l'Italia chiamò! 𝄇 Sì! 𝄆 Noi fummo da secoli calpesti, derisi, perché non siam popolo, perché siam divisi. Raccolgaci un'unica bandiera, una speme: di fonderci insieme già l'ora suonò. 𝄇 Coro 𝄆 Uniamoci, amiamoci, l'unione e l'amore rivelano ai popoli le vie del Signore. Giuriamo far libero il suolo natio: uniti, per Dio, chi vincer ci può? 𝄇 Coro 𝄆 Dall'Alpi a Sicilia dovunque è Legnano, ogn'uom di Ferruccio ha il core, ha la mano, i bimbi d'Italia si chiaman Balilla, il suon d'ogni squilla i Vespri suonò. 𝄇 Coro 𝄆 Son giunchi che piegano le spade vendute: già l'Aquila d'Austria le penne ha perdute. Il sangue d'Italia, il sangue Polacco, bevé, col cosacco, ma il cor le bruciò. 𝄇 Coro | 𝄆 Italici fratres Italia experrectast Scipionis galea caput suum cinxit Ubi est victoria? Comam ei praebeat, quia servam Romae Eam Deus creavit. 𝄇 Chorus: 𝄆 In cohortem condensemur, nos, ad mortem paratos. Nos, ad mortem paratos, Italia vocavit! 𝄇 Ita! 𝄆 Nos a saeculis contriti, irrisi sumus cum populus non simus, cum divisi simus. unum nos coniungat vexillum, spes una: ut unà confundamur iam signum datum est. 𝄇 Chorus 𝄆 Congregemur, alter alterum diligat, concordia et amor populis patefaciunt Domini vias; iuramus nos liberum patrium solum facturos concordes, per Deum, quisnam nos vincat? 𝄇 Chorus 𝄆 Ab Alpibus usque ad Siciliam ubique Ledegnanum est, Ferruccii cuique cor atque manus est, Italiae proles Balilla vocatur, omnis aeris sonus ad Vesperas sonuit. 𝄇 Chorus 𝄆 Harundines flexerunt mercede conductos gladios, iam Austriae aquila pennas suas perdidit. cruorem Italorum et cruorem Polonorum cum Cazacho bibit, At cor eius exussit. 𝄇 Chorus | 𝄆 Frații Italiei, Italia se trezeste, cu coiful lui Scipio își ornează capul. Unde este victoria? Să-și ofere podoaba capilară că sclava Romei Dumnezeu a creat-o. 𝄇 Refren: 𝄆 Să ne strângem în cohorte suntem gata să murim. Suntem gata să murim, Italia ne-a chemat! 𝄇 Da! 𝄆 Noi eram de secole călcați în picioare, batjocoriti. De ce nu suntem un popor? De ce suntem divizați? Să ne întâmpine un unic steag, o speranță: să ne contopim deja a sunat ceasul. 𝄇 Refren 𝄆 Să ne unim, să ne iubim. Uniunea și dragostea a dezvăluit popoarelor Căile Domnului. Jurăm să eliberăm patria: Prin voia lui Dumnezeu ca să învingem, s-ar putea? 𝄇 Refren 𝄆 Din Alpi până-n Sicilia peste tot este Legnano Fiecare om al lui Ferruccio are inima, are mâna. Copiii Italiei se numesc Balilla. Sunetul fiecărui clopot insurecția a sunat. 𝄇 Refren 𝄆 Spadele vândute sunt trestii care se-ndoaie; deja vulturul Austriei și-a pierdut penele. Sângele Italiei, Sângele Poloniei, băut cu cazacul dar inima le-a înveninat. 𝄇 Refren |